# Anestis S. Veletsos
Anestis Stavrou Veletsos (* 28. April 1927 in Istanbul; † 25. Oktober 2018) war ein US-amerikanischer Ingenieurwissenschaftler.
Veletsos besuchte das Robert College in Istanbul und studierte anschließend Bauingenieurwesen mit dem Bachelor-Abschluss 1948 und an der University of Illinois at Urbana-Champaign mit dem Master-Abschluss 1950 und der Promotion 1953. Daneben arbeitete er damals als Bauingenieur. 1953 wurde er Assistant Professor und später Professor an der University of Illinois und ab 1966 an der Rice University. Er war Adjunct Professor an der University of Houston.
Er befasste sich mit Dynamik von Bauwerken und Fundamenten, Dynamik von Offshore Plattformen und Bauwerkdynamik bei Erdbeben.
1977 war er Gastprofessor in Berkeley und an der Katholischen Universität in Rio de Janeiro.
2001 erhielt er die Von-Karman-Medaille, 1978 die Nathan M. Newmark Medal und 1997 die Housner Medal. Er war Mitglied der National Academy of Engineering und Ehrendoktor der Universität Patras.